# Madagascar (phytorégion)
Pour les articles homonymes, voir Madagascar (homonymie).
Localisation
L'écorégion de Madagascar telle qu'elle est définie par les botanistes en floristique est une région biogéographique (ou phytogéographique) appartenant au « Royaume Paléotropical »  et comprenant l'île de Madagascar, ainsi que les archipels des Comores, des Seychelles et des Mascareignes. Cet article décrit principalement la flore spécifique de cette région.

## Climat
L'écorégion de Madagascar est principalement sous l'influence d'un climat tropical à deux saisons avec une saison des pluies (saison chaude) de novembre à avril et une saison sèche (saison froide) de mai à octobre. Il existe toutefois des variations entre les différentes régions de l'île, c'est pourquoi elle est divisée en cinq zones climatiques:
1. Climat de type équatorial au Nord
2. Sur la côte Est on retrouve un climat équatorial très humide recevant toute l'humidité des alizés en provenance de l'Océan Indien et subissant le régime imposé par les cyclones pendant la saison chaude.
3. Le climat est de type subtropical sur les hauts-plateaux du centre de l'île.
4. La côte Ouest, protégée par le barrage formé par le massif central, est plus sèche.
5. La pointe Sud, sous l'influence d'un climat subdésertique, est très sèche.

L'orientation Nord-sud de l'île explique ces différences climatiques: les vents apportant l'air humide  touchent d'abord la côte Est où ils déchargent leur humidité en s'élevant au-dessus de massif central. En redescendant sur la partie Ouest de l'île, ils ne transportent plus que de l'air sec.

## Géologie
Madagascar s'est séparé du supercontinent Gondwana réunissant Madagascar, l'Antarctique, l'Inde, l'Afrique et l'Amérique du Sud il y a environ 135 millions d'années. C'est cet isolement depuis des temps géologiques qui a fait évoluer la faune et la flore malgache de façon unique.

## Endémisme faune et flore
L’isolement géographique est souvent une cause importante pour l’endémisme des espèces. Dans le cas de Madagascar et ses archipels avoisinants, l’isolement très ancien combiné aux conditions climatiques très différentes de part et d'autre de l'île a pour résultat une très grande diversité et un fort taux d’endémisme.
Au niveau des animaux, nous retrouvons les lémuriens, formant un clade de primates strepsirrhiniens endémique, avec environ 100 espèces(dont 17 éteints). La moitié de toutes les espèces de caméléons ainsi que 245 espèces d’amphibiens et 107 espèces d’oiseaux (dont quatre familles) sont endémiques.  Il existe encore d’autres animaux emblématiques endémiques tels que le fosa (Cryptoprocta ferox), l'hippopotame nain de Madagascar (Hexaprotodon madagascariensis, éteint) ou les oiseaux-éléphants (genre Aepyornis, éteints). Sur les autres îles, le Dodo de l’île Maurice (Raphus cucullatus) a lui aussi disparu. 
La flore de la région de Madagascar est unique. Bien différente de celle de l'Afrique continental, elle forme une phytorégion riche et diversifiée. 
Il existe 10 familles de plantes endémiques: 
- Asteropeiaceae
- Didymelaceae
- Didiereaceae
- Kaliphoraceae
- Melanophyllaceae
- Physenaceae
- Sarcolaenaceae
- Sphaerosepalaceae
- Medusagynaceae (Seychelles)
- Psiloxylaceae (Mascareignes)

## Conservation et extinction
Madagascar souffre d’un grand taux d’extinction dû à la déforestation, les feux de brousse et à l’agriculture (sur brûlis). La majeure partie du massif central (hauts-plateaux) a déjà été déboisée. Les grands animaux ont déjà disparu peu après l’arrivée des premiers hommes qui ont colonisé Madagascar et ses archipels. Aujourd’hui, il reste moins de six pour cent des forêts primaires et une grande partie de l’île est devenue stérile à la suite des incendies et de l’érosion de la couche superficielle fertile des sols, parsemant  ainsi de profondes cicatrices rouges de latérite les reliefs des hautsplateaux.
```
Grâce à divers 
ONG
, il existe un grand nombre de programme de conservation et de parcs naturels. Mais leurs mise en œuvre est parfois difficile avec le contexte socio-économique et politique dans lequel est plongé le pays depuis plusieurs décennies.
```

## La flore
Bien qu'en des temps géologiques reculés, elle fut sous l'influence de la flore indo-malaise et africaine, la flore malgache reste unique et forme une écorégion à elle seule.
La flore est divisée en six régions floristiques distinctes: la région de l'Est (forêt tropicale sur la côte et les hauts-plateaux), la région de l'Ouest (forêt tropicale sèche de la côte Ouest), la région du Sud (pointe Sud de l'île), les Comores, Les Seychelles et les Mascareignes.

### La région de l’est
Sous l'influence des masses d'air provenant de l'océan Indien, c'est la partie humide de l'île. Elle est, à l'origine, principalement composée de forêts tropicales humides. Aujourd'hui, la majorité de cette région a été dégradée. 
La végétation de l'Est se différencie de celle de l'Ouest notamment par une forêt dense avec d'épais sous-bois comprenant beaucoup de plantes herbacées, épiphytes ainsi que des mousses et des fougères.
Cette région peut encore être divisée en deux parties : la forêt tropicale de basse altitude longeant la côte et la forêt subtropicale couvrant une bonne partie du massif central (appelé hauts-plateaux).

#### La forêt tropicale humide
Le long de la côte Est s’étend une bande étroite de forêt humide tropicale à feuilles persistantes entre la mer et le massif central (jusqu’à 800 mètres d'altitude). D’une superficie de 112 600 kilomètres carrés, ces forêts humides représentent une grande partie de la diversité de l’île. Il ne reste plus qu’un tiers de la forêt primaire, la plus grande partie de cette région est maintenant recouverte par la forêt secondaire. La végétation de la forêt tropicale est très dense avec une canopée haute de plus de trente mètres. quatre-vingts pour cent des espèces végétales qu’elle abrite sont endémiques. Nous y trouvons des espèces typiques de la canopée :
- Dalbergia sp (Fabaceae)
- Diospyros sp (Ebenaceae)
- Ocotea sp (Lauraceae)
- Symphonia sp (Clusiaceae)
- Tambourissa sp (Monimiaceae)
- Canarium sp (Burseraceae)
- Albizia sp (Fabaceae)
- Uapaca sp (Phyllanthaceae)

Et des étages inférieurs:
- Pandanus sp (Pandanaceae)
- Les Bambuseae (Poaceae)
- Beaucoup d'orchidées épiphytes (Orchidaceae)

Le genre Pandanus est très utilisé sur les îles du Pacifique Sud et de l'océan Indien notamment pour la vannerie (feuilles) et pour la fabrication de bijoux (fruits).
Dans les zones où la forêt tropicale a été déboisée, une végétation particulière appelée "savoka", mélange de jungle et de taillis, se constitue. Quand la zone défrichée pour l'agriculture est abandonnée, cette végétation évolue en forêt secondaire avec très peu d'espèces différentes dont:
- Nastus capitatus (Poaceae)
- Ravenala madagascariensis (Strelitziaceae) l'arbre du voyageur, endémique et emblématique de Madagascar
- Harungana madagascariensis (Hypericaceae)
- Plusieurs autres plantes exotiques

#### Les hauts-plateaux
Les hauts-plateaux représentent la plus grande partie de l’île. Situés en moyenne entre 800 et 2 000 mètres (le sommet le plus haut culmine à 2 876 mètres), ils se situent au centre de l’île, entre la forêt tropicale humide à l’Est, la forêt tropicale sèche à l’Ouest et la région aride su Sud. On retrouve dans cette région plusieurs massifs montagneux et plusieurs grands lacs (Alaotra, Itasy).
La région des hauts-plateaux est la plus dégradée de l’île et ressemble à une vaste prairie steppique. Elle est peuplée d’espèces cosmopolites comme Imperata cylindrica, une plante envahissante des pays tropicaux qui favorise les incendies. La majeure partie de la forêt a été déboisée au profit de l’agriculture (principalement le riz). Beaucoup d’espèces exotiques ont été introduites (l’eucalyptus Eucalyptus sp par exemple) volontairement ou accidentellement. Cette région, privée de sa végétation, subit une très grande érosion créant ainsi de profonds ravins appelés « Lavaka ». Malgré tout, il reste quelques endroits de forêts subtropicales qui sont préservés notamment au Nord dans les montagnes d'Ambre ou dans la région Sambirano (Nord-ouest), où l’on trouve :
- Podocarpus sp. et Afrocarpus sp. (Podocarpaceae)
- Takhtajania perrieri (Winteraceae)

Takhtajania perrieri est la seule espèce représentante de la famille primitive des Winteraceae. On ne la trouve qu'à Madagascar et tout le continent africain.
Bien que la végétation steppique des hauts-plateaux soit composée en grande partie d’espèces de graminées cosmopolites, il y a quand même un certain nombre d’espèces qui ont réussi à s’adapter.
Si on monte au-dessus de 1 800 mètres, nous trouvons une végétation de haute altitude, dominée par les arbustes et broussailles éricoïdes (Ericaceae et Asteraceae) et des espèces représentantes de l’hémisphère Nord :
- Cardamine sp (Brassicaceae)
- Geranium sp (Geraniaceae)
- Asplenium trichomanes (Aspleniaceae)
- Lycopodium clavatum (Lycopodiaceae)
- Dryopteris filix-mas (Dryopteridaceae)
- Stellaria media (Caryophyllaceae, introduite)
- Pistia stratiotes (Araceae, introduite)
- Sonchus oleraceus (Asteraceae, introduite)

### La région de l’Ouest
On retrouve plus de plantes de type africain dans cette région qu'à l'Est. On trouve le long de la côte Est de l’île la forêt tropicale sèche  à feuilles caduques, depuis le niveau de la mer jusqu’à environ 800 mètres d’altitude. La forêt tropicale sèche est caractérisée par des arbres adaptés aux conditions très sèches qui perdent leurs feuilles pendant l’hiver (afin de limiter l’évapotranspiration). La végétation de l'Ouest est assez homogène sur toute la longueur de sa répartition. Elle diffère de la végétation de l'Est par la prédominance d'arbres et arbustes à feuilles caduques, clairsemés (pas de sous-bois dense), avec peu de fougères, mousses et plantes épiphytes. Cette partie de l’île est aussi intéressante d’un point de vue géologique car on y retrouve des formations spéciales de karst appelées « Tsingy ». C’est dans cette région que nous trouvons les six espèces Baobobs (Adansonia sp) endémiques de Madagascar: 
- Adansonia rubrostipa (Malvaceae)
- Adansonia grandidieri (Malvaceae)
- Adansonia madagascariensis (Malvaceae)
- Adansonia perrieri (Malvaceae)
- Adansonia suarezensis (Malvaceae)
- Adansonia za (Malvaceae)

À Madagascar, les baobabs sont nommés renala, ce qui veut dire reine de la forêt.
Nous trouvons aussi des tamariniers (Tamarindus indica, Caesalpiniaceae) et plusieurs espèces de palmiers:
- Chrysalidocarpus sp (Arecaceae)
- Medemia sp (Arecaceae)

Dans les Tsingy, les conditions très sèches et rocailleuses forment un habitat favorable aux plantes succulentes :
- Pachypodium sp (Apocynaceae)
- Euphorbia sp (Euphorbiaceae)
- Aloe sp (Aloeaceae)

La végétation de la région de l'Ouest est elle aussi très dégradée, en proie aux incendies et à l'agriculture comme sur les hauts-plateaux. Néanmoins, certaines plantes ont réussi à s'adapter à ces conditions très sèches et rudes et donnent un aspect de savane africaine :
- Bismarckia nobilis (Arecaceae)
- Hyphaene shatant (Arecaceae)
- Acridocarpus excelsus (Malpighiaceae)
- Sclerocarya birrea caffra (Anacardiaceae)

### La région de l’extrême Sud
Formant une bande à la pointe Sud-ouest de l’île, c’est la partie la plus sèche. On y trouve une végétation de « bush » désertique, avec des plantes épineuses xérophytes parfois impressionnantes. C’est dans cette région que le taux d’endémisme est le plus élevé avec 95 pour cent. 
On y trouve la famille des Didiereaceae, entièrement endémique, ainsi que beaucoup d’Euphorbiaceae et Crassulaceae avec  de nombreuses formes cactoïdes :
- Alluaudia sp (Didiereaceae)
- Portulacaria sp (Didiereaceae)
- Autres Didiereaceae
- Eupharbia sp (Euphorbiaceae)
- Aloe sp (Euphorbiaceae)
- Pachypodium sp (Apocynaceae)
- Adenia sp (Passifloraceae)
- Harpagophytum (Pedaliaceae)
- Dioscorea sp (Dioscoreaceae)
- Vellozia sp (Velloziaceae)
- Kalanchoe sp (Crassulaceae)

### La mangrove
Présente tout autour de Madagascar, la mangrove ne forme pas une région floristique proprement dite. Elle est principalement composée de six espèces :
- Rhizophora mucronata (Rhizophoraceae) palétuvier
- Ceriops boiviniana (Rhizophoraceae) seul palétuvier endémique
- Bruguiera gymnorhiza (Rhizophoraceae) palétuvier
- Sonneratia alba (Lythraceae)
- Avicennia officinalis (Acanthaceae)
- Carapa obovata (Meliaceae)

La mangrove couvre 400 000 hectares avec une plus grande proportion sur la côte Ouest. Mais elle est menacée à cause de l'exploitation de l'écorce des palétuviers comme matière tannante.

### Les Comores
Cet archipel, situé au nord-ouest de Madagascar, est composé de quatre grandes îles (Grande Comore, Mohéli, Anjouan et Mayotte), fruit d'une activité volcanique. Le volcan Karthala sur Grande Comore culmine à 2 361 mètres. Les Comores possèdent donc un sol et un relief particulier lié à cette activité, ce qui a pour conséquence la mise en place de micro-écosystèmes avec une végétation riche et variée. La faune et la flore sont similaires à celles rencontrées à Madagascar. On retrouve la mangrove sur la côte, puis la forêt tropicale humide jusqu'à la végétation de haute altitude. À cause des éruptions volcaniques fréquentes, la végétation est souvent jeune et en perpétuelle évolution. Il y a plus de 935 espèces de plantes aux Comores, dont 416 indigènes et plus de 130 endémiques.
La forêt tropicale proprement dite se retrouve entre 500 (limite supérieure des cultures) et 1 800 mètres d'altitude. Elle est composée d'arbres à feuilles persistantes de 20-30 mètres de haut :
- Ocotea comorensis (Lauraceae)
- Khaya comorensis (Meliaceae)
- Olea sp (Oleaceae)
- Chrysophyllum boivinianum (Sapotaceae)
- Prunus africana (Rosaceae)
- Filicium decipiens (Sapindaceae)

Chrysophyllum boivinianum ou Famelona à grandes feuilles est utilisé aux Comores et à Madagascar pour son bois et aussi en médecine traditionnelle comme un ingrédient pour soulager les symptômes du paludisme, la fatigue ou les douleurs musculaires.
Sur les coulées de laves récentes nous retrouvons une végétations pionnières:
- Nuxia pseudodentata (Buddlejaceae)
- Breonia sp (Rubiaceae)
- Weinmannia sp (Cunoniaceae)
- Apodytes dimidiata (Icacinaceae)

Quand on monte au-dessus de 1 800 mètres, la forêt devient moins haute et la végétation est dominée par Philippia comorensis.
Dans les zones plus dégradées, on retrouve:
- Adansonia madagascariensis (Malvaceae)
- Tamarindus indica (Caesalpiniaceae)
- Jatropha curcas (Euphorbiaceae)

Et enfin sur les sols volcaniques non cultivables:
- Phyllanthus comorensis (Phyllanthaceae)
- Diospyros comorensis (Ebenaceae)
- Erythroxylum lanceum (Erythroxylaceae)

### Les îles Mascareignes
Les îles Mascareignes forment un archipel dans l'océan Indien, à l'Est de Madagascar, regroupant l’île Maurice, La Réunion et Rodrigues et incluant quelques petits îlots et atolls. D’origine volcanique (points-chauds) comme les Comores, ces îles offrent une topographie et une géologie particulières. Le piton des Neiges sur la Réunion, culmine à plus de 3 000 mètres d'altitude alors que son voisin, le piton de la Fournaise (seul volcan encore en activité de l'archipel)à 2 500 mètres. Ces trois îles sont bien éloignées des côtes malgaches et ont des âges géologiques différents ce qui leur confère encore d'autres particularités et un taux d'endémisme élevé. Les premiers hommes à avoir colonisé cet archipel ne sont arrivés qu'au XVIe siècle : la flore autochtone est moins dégradée que sur Madagascar. Nous y trouvons différents écosystèmes, de la forêt sèche de basse altitude à la végétation de haute altitude en passant par la forêt tropicale humide et la mangrove. 
La forêt tropicale de basse altitude possède des arbres à feuilles persistantes, une végétation dense et une canopée d'environ 30 mètres avec beaucoup d'orchidées épiphytes et de fougères. C'est l'écosystème le plus riche des îles Mascareignes :
- Hernandia mascarenensis (Hernandiaceae)
- Ocotea sp (Lauraceae)
- Psiloxylon mauritianum (Psiloxylaceae) famille endémique des Mascareignes, actuellement mise avec les Myrtaceae
- Sapotaceae
- Myrtaceae
- Rubiaceae

La "forêt de nuages" (Cloud forest) se retrouve entre 800 et 1 900 mètres d'altitude. Étant toujours maintenue dans l'humidité, elle  est caractérisée par une canopée plus basse (6-10 mètres) et un nombre très important de plantes épiphytes, de mousses et de fougères:
- Ancanthophoenis rubra (Arecaceae)
- Acacia heterophylla (Fabaceae)
- Erica reunionensis (Ericaceae)
- Pandanus montanus (Pandanaceae)
- Monimiaceae

Au-dessus de la forêt de nuages vient la végétation de montagne avec des nombreuses Ericaceae et quelques espèces endémiques:
- Heterochaenia rivalsii (Campanulaceae)
- Eriotrix commersonii (Asteraceae)
- Cynoglossum borbonicum (Boraginaceae)

Le sommet des volcans est principalement recouvert d'éboulis et des rochers avec quelques pelouses riches en Poaceae et Orchidaceae endémiques avec quelques plantes éricoïdes.
- Festuca borbonica (Poaceae)
- Agrostis salaziensis (Poaceae)
- Pennisetum caffrum (Poaceae)
- Disa borbonica (Orchidaceae)
- Sophora denudata (Fabaceae)

La forêt sèche de basse altitude est composée principalement d'arbres à feuilles décidues et d'espèces sclérophylles:
- Pandanus sp (Pandanaceae)
- Terminalia bentzoe (Combretaceae)
- Diospyros sp (Ebenaceae)
- Pleurostylia sp (Celastraceae)
- Olea africana (Oleaceae)
- Cossinia pinnita (Sapindaceae)
- Sapotaceae
- Hibiscus sp (Malvaceae)
- Zanthoxylum sp (Rutaceae)

Le tambalacoque (Sideroxylon grandiflorum), appelé aussi "l'arbre à Dodo" est une espèce endémique de l'Île Maurice et appartenant aux Sapotaceae. Cette espèce est en voie d'extinction et la plupart des arbres restants ont plus de 300 ans. Une hypothèse (Temple's hypothesis), bien que contestée, prétend que pour pouvoir germer, les graines du tambalacoque doivent passer par le système digestif du dodo, disparu lui aussi il y a 300 ans. 
Une autre hypothèse serait que la régression de cet arbre soit plutôt due à l'introduction d'animaux ravageurs et d'autres espèces de plantes compétitives.

### Les Seychelles
L'archipel des Seychelles, situé au Nord de Madagascar (Nord-est des Comores) est formé de 115 îles, bancs de sable et atolls. Ces îles se différencient des deux archipels précédents (Comores et Mascareignes) par son climat légèrement plus sec et l'absence de haut sommet. En effet, cet archipel n'étant pas volcanique, l'altitude maximale est inférieure à 1 000 mètres. Néanmoins, la diversité de la faune et la flore est riche avec à nouveau un taux d'endémisme élevé. Les Seychelles est le pays favorisant le plus l'écotourisme avec 50 pour cent de son territoire protégé. On trouve sur les Seychelles 233 espèces de plantes indigènes dont 72 sont endémiques. 6 genres de palmiers sont monotypiques et endémiques dont le coco de mer (Lodoicea maldivica, Arecaceae), qui est l'arbre produisant les plus grandes graines connues. L'archipel abrite aussi une des plantes les plus rares au monde, Medusagyne oppositifolia, formant à elle seule une famille endémique (Mesdusagynaceae) et qui se trouve uniquement sur Mahé (plus grande île de l'archipel).
En-dessous de 600 mètres d'altitude, sur les îles granitiques, la végétation est surtout formée de palmiers (Arecaceae). Plus haut, on trouve la forêt de nuages, très humide avec beaucoup d'épiphytes, mousses et fougères:
- Phoenicophorium borsigianum (Arecaceae)
- Albizia falcata (Mimosaceae)
- Pterocarpus indicus (Fabaceae)
- Adenanthera pavonina (Mimosaceae)
- Morinda citrifolia (Rubiaceae)
- Phyllanthus casticum (Phyllanthaceae)
- Pisonia grandis (Nyctaginaceae)